# Nédia Semedo
Nédia Semedo (nascida a 14 de Novembro de 1978 no Algarve) é uma atleta portuguesa que competiu em provas de fundo. Ela representou Portugal nos Jogos Olímpicos de 2004, perdendo por pouco as semifinais. Os seus maiores sucessos são a medalha de prata na Universíada de Verão de 2001 e o sexto lugar no Campeonato Europeu de 2002.